# Julian de Guzman
Julian Bobby de Guzman, född 25 mars 1981 i Toronto, Ontario, är en kanadensisk före detta fotbollsspelare av jamaicansk och filippinsk härkomst. När han 2005 skrev på för Deportivo de La Coruña i La Liga, blev han den första kanadensiska fotbollsspelaren i ligan.

## Klubbkarriär
Julian de Guzman upptäcktes av Olympique Marseille då han spelade för North Scarboroughs ungdomsklubb i Toronto. Efter att ha spelat i Marseilles reservlag blev de Guzman A-lagsspelare i 1. FC Saarbrücken i den tyska andradivisionen säsongen 2001/2002.
År 2002 kom han till den nyligen uppflyttade klubben Hannover 96, där han blev den tredje kanadensiska fotbollsspelaren som spelat i den tyska förstadivisionen. Han spelade tre säsonger för Hannover innan han gick till Deportivo. Efter att ha spelat en viktig roll i klubben säsongen 2007/2008 då de undvek nedflyttning och fick en plats i UEFA-cupen, blev de Guzman utnämnd till säsongens spelare i Deportivo de La Coruña.
I september 2009 kom de Guzman överens med Deportivo La Coruna om att riva kontraktet samtidigt som han skrev på för Toronto FC i Major League Soccer.

## Internationell karriär
Julian de Guzman spelar regelbundet med det kanadensiska landslaget. Hans yngre bror Jonathan de Guzman spelar också fotboll, för den spanska klubben Villareal CF, och har valt att spela för Nederländernas herrlandslag i fotboll. 
I Kanadas öppningsmatch i CONCACAF Gold Cup 2007 gjorde Julian de Guzman två mål, vilket hjälpte Kanada att besegra Costa Rica med 2–1. Guzman utnämndes till turneringens bästa spelare.

### Internationella mål
Korrekt per den 19 maj 2009.
| Nr | Datum           | Arena           | Motståndare | Mål | Resultat | Tävling                       |
| -- | --------------- | --------------- | ----------- | --- | -------- | ----------------------------- |
| 1. | 6 juni 2007     | Miami, USA      | Costa Rica  | 1–1 | Vinst    | CONCACAF Gold Cup 2007        |
| 2. | 6 juni 2007     | Miami, USA      | Costa Rica  | 1–2 | Vinst    | CONCACAF Gold Cup 2007        |
| 3. | 31 maj 2008     | Seattle, USA    | Brasilien   | 2–3 | Förlust  | Vänskapsmatch                 |
| 4. | 20 augusti 2008 | Toronto, Kanada | Jamaica     | 1–1 | Oavgjort | Kvalet till VM i fotboll 2010 |

## Meriter

### Klubblag
Deportivo de La Coruña
- Trofeo Teresa Herrera: 2005, 2006, 2007, 2008

### Individuellt
- Säsongens spelare i Deportivo de La Coruña: 2007/2008
- Bästa spelaren i CONCACAF Gold Cup: 2007
- Med i turneringens lag i CONCACAF Gold Cup: 2007, 2009
- Årets spelare enligt The Voyageurs: 2007

### Internationellt
Kanada
- CONCACAF Gold Cup
  - Tredje plats: 2002, 2007